# Чілап Олег Вікторович
Олег Вікторович Чілап (О!Чілап; нар. 2 серпня 1959, Харків) — російський музикант і поет, композитор, літератор, перекладач, радіоведучий. Засновник і лідер музичних груп «Оптимальний варіант» і «Бджола-Бенд». Автор понад 350 пісень, значна частина яких записана і видано більш ніж у тридцяти альбомах і збірниках в СРСР, Росії і за кордоном у форматах LP, CD, MP3 і DVD, в тому числі в серії «Легенди російського року».  Автор кількох поетичних збірок; знакової книги сучасної прози «Вісім Рук, Щоб Тебе Обійняти»; статей і есе, присвячених музиці, поезії, науки, спорту; також автор і ведучий численних радіопрограм (з 1991 року) на радіостанціях SNC, VOX, «РаКурс», РОКС, «Говорить Москва», «Радіо» Комсомольская правда" тощо. 
Олег Чілап, за його власними словами, переконаний Дикорад, битловед, повітроплавець і rock'n'roll Man — Людина Рок-н-Ролу.

## Біографія
Народився Олег Чілап 2 серпня 1959 року в Харкові, де мешкав до трьох років, поки батька не перевели по роботі спочатку в Київ, а ще через три роки в Москву, куди шестирічний Олег і переїхав разом з батьками та старшим братом. У Москві проживає і понині. За власним твердженням, москвич за національністю.
У 1976 році Олег Чілап закінчив експериментальну фізико-математичну школу № 625 Академії педагогічних наук. Потім працював лаборантом. У 1977 році створив групу «Оптимальний варіант». У тому ж році вступив до МДТУ імені Баумана. Закінчив цей виш у 1983 році. Він дипломований інженер за фахом «Двигуни літальних апаратів». Обов'язкові «за розподілом» три роки відпрацював у КБ інженером-конструктором, після чого пішов у вантажники, два роки працював в цій якості з графіком «раз в чотири дні». Весь вільний час присвячував творчості, самоосвіті та сім'ї. Працював двірником і сторожем. З 1988 року в статусі «вільного художника».
У 2009 році, не залишаючи групу «Оптимальний варіант», створив ще й акустичний гурт «Бджола-Бенд».

## Віхи зростання

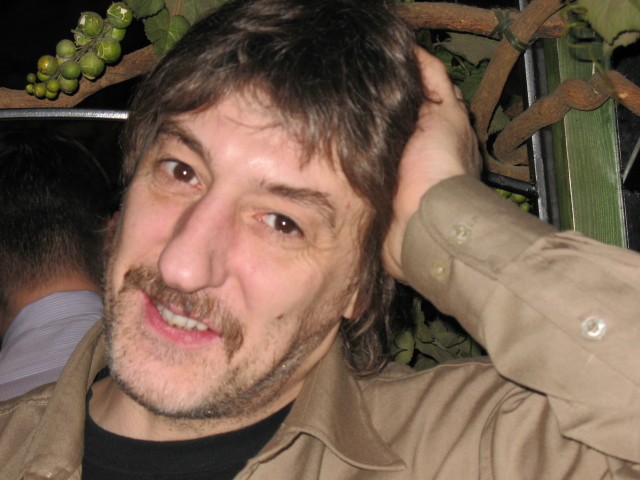
Чілап Олег

За власним визнанням Чілапа, в дитинстві, у батьківській родині, він ріс в атмосфері абсолютного щастя. Від мами й тата успадкував любов до життя і до Батьківщини, оптимізм, фантазійність, залізне здоров'я і непохитну стійкість при будь-яких негараздах. Рано пізнав і полюбив казки Пушкіна, історії про Буратіно і Вінні-Пуха, поезію Лермонтова і прозу Джека Лондона. Був яскравим учасником домашніх вистав, які регулярно організовувала його мама, яка привертала також до дійства дорослих сусідів і їх дітей. Ріс надзвичайно рухливою і разом з тим зануреною в себе дитиною. У віці п'яти років став причиною серйозних НП в дитячому саду, після чого з дошкільного закладу був блискавично вигнаний. Рік, що залишався до школи, провів у дворі — у шість років вже самостійно переміщався по околицях, відчуваючи себе дорослою людиною зі своїм ключем від будинку. Ще до школи навчився читати, писати і рахувати. З батьком і старшим братом самозабутньо клеїв авіамоделі. Від батька успадкував любов до гарної музики. З братом шукав скарби і приводив у будинок бродячих собак. Мріяв стати піратом, футболістом і космонавтом.
Змалку любив радянські та зарубіжні пісні: естрадні, популярні і масові. З радіо-одноманітності народної музики виділяв співучі українські мелодії.
У шість років — завдяки старшому братові — вперше почув «Бітлз», які, за визнанням Чілапа, більш ніж хто інший, вплинули на його життєвий вибір.
У дитинстві йому стали рідними московські Черемушки. Літні місяці здебільшого проводив разом з братом і двоюрідною сестрою у будинку діда і бабусі в робітничому селищі на околиці Харкова, що назавжди залишило глибокий слід у його душі.
Активно займався футболом і хокеєм, в підлітковому віці захопився волейболом, баскетболом та плаванням. У десятирічному віці — зовсім недовго — навчався музиці. Повторна спроба отримати систематичну музичну освіту була зроблена в студентському віці — вечірня музична школа, яку, втім, не закінчив.
У середніх класах школи став жваво цікавитися популярною музикою, географією, рідною мовою, журналістикою, фотографією та ідеями соціальної справедливості.
У 13-14 років вів рукописний журнал «АЛНАЧОМА», куди записував шкільні враження і боязкі роздуми, перші проби пера і неусвідомлені ще рими.
З підліткового віку цілеспрямовано шукав і знаходив платівки, магнітофонні записи і фотографії ансамблю «Бітлз». Тоді ж став справжнім поціновувачем і шанувальником зарубіжних рок-гуртів і музикантів — нині класиків жанру: «Creedence Clearwater Revival», «The Rolling Stones», «The Moody Blues», «Pink Floyd», «Led Zeppelin», Bob Dylan, «Jethro Tull», згодом «The Doors», Donovan і деяких інших. За визнанням Олега Чілапа, творчість цих та інших, співзвучних їм, артистів, як і ряду вітчизняних груп і авторів, кардинально вплинуло на формування його музичного мислення та світогляду в цілому.
У старших класах школи стихійно почав відкривати для себе світ поезії: російської (Олександр Блок, Володимир Маяковський, Едуард Багрицький, Велімір Хлєбніков, Данило Хармс, Микола Заболоцький, Самуїл Маршак, згодом Борис Пастернак, Марина Цвєтаєва, Осип Мандельштам, Йосип Бродський тощо) і зарубіжній в російських перекладах (англійська, індійська, перська, японська, французька, іспанська, чилійська, американська та інші).
У 15 років Олег Чілап відправився на пошуки власної поезії — почав писати вірші і пісні.
Довгі роки вів особистий щоденник і записні книжки, регулярно випускав в рукописному вигляді авторські поетичні збірки.
У 16 років всерйоз прагнув побудувати вертоліт, але в результаті вибрав Рок-н-Рол.
У зрілому віці сформулював самовизначення: «Я — rock'n'roll Man — Людина Рок-н-Ролу.»
З 8-го класу марив ідеєю створення свого музичного ансамблю.
У 9-му класі, в 15 років, користуючись простою технікою гри на гітарі, Олег Чілап став складати і виконувати для шкільних друзів власні пісні. Далі простого акомпанементу освоєння гітари не пішло, хоча, за твердженням друзів-музикантів, з роками Чілап виробив власну впевнену манеру гри на акустичній гітарі.
Двічі — в 10-му класі і відразу після закінчення школи — пробував створити свою групу.

## Оптимальний Варіант

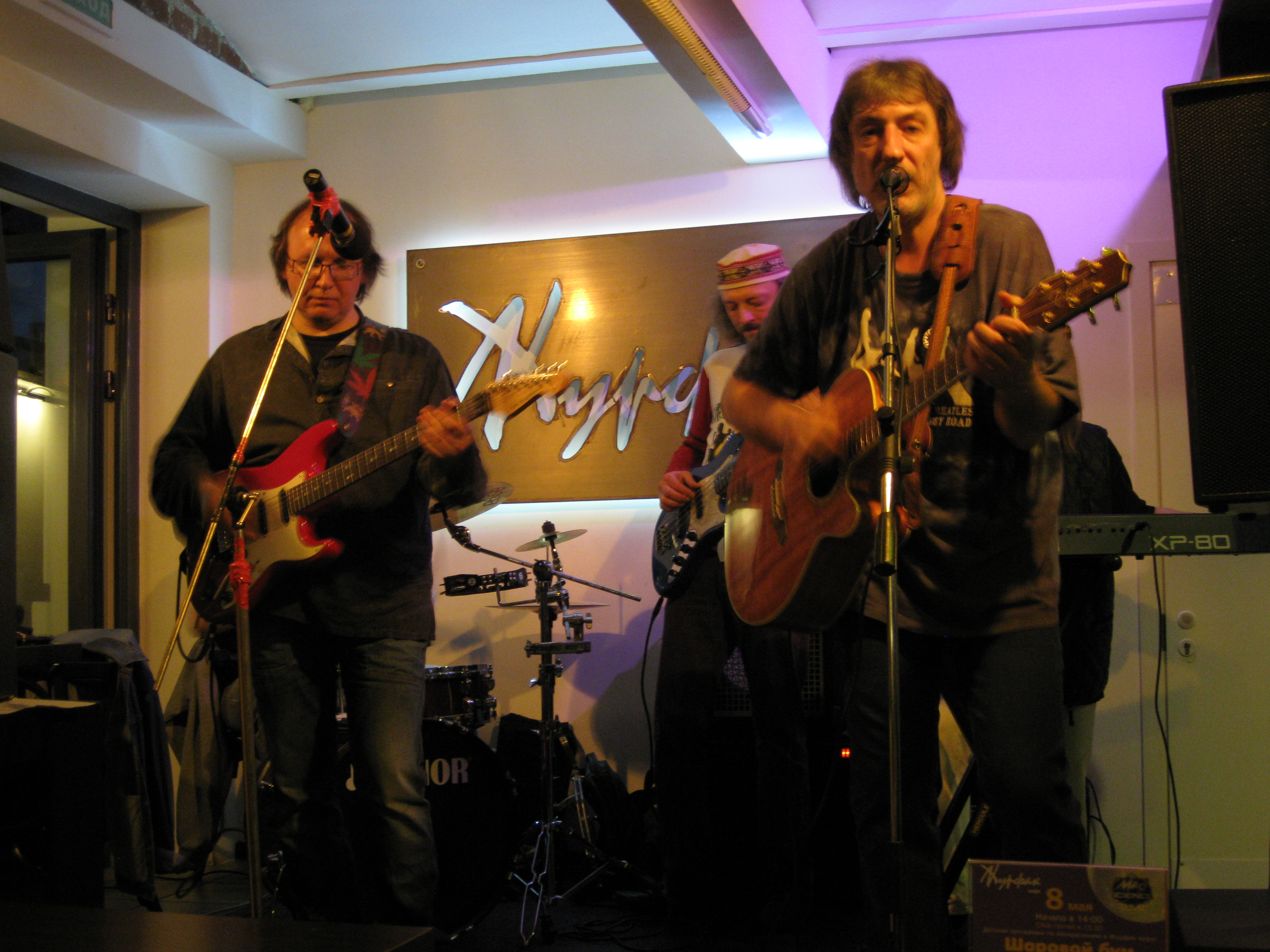
Виступ групи «Оптимальний варіант», 2011

Вдалою виявилася третя спроба створення ансамблю, розпочата в травні 1977-го, за три місяці до вступу до інституту. В групу Олег Чілап покликав друзів — своїх колишніх однокласників, і в їх числі Петра (Піта) Анікіна і Сашу Липницького. З самого початку було вирішено, що основу репертуару ансамблю повинні складати пісні власного написання. У липні того ж року Олег вивів формулу існування їх спільноти, як групи — «Оптимальний Варіант», що і стало назвою ансамблю.
Перший виступ відбувся на Новорічному шкільному вечорі 29 грудня 1977 року — ця дата вважається днем народження групи «Оптимальний Варіант». Символічно, що перша поява ансамблю на публіці в кінці щасливого для друзів 1977 року відбулося в московській школі № 77.
Пізніше протягом півтора років на ударних в «Оптимальному Варіанті» грав старший брат Олега Чілапа — Валерій (Лєра) Чілап — для початківців музикантів був найважливіший період кристалізації відданості Ідеї Групи.
В 1983 році до «Оптимального Варіанту» приєднався Зєргі (Сергій Андрейцев). З тих пір склад ансамблю — Олег Чілап, Саша Липницький, Піт Анікін і Зєргі — незмінний. Час від часу, приблизно раз на десять років, змінюється лише барабанщик (з грудня 2010 р. — Володимир «Влад» Зайчиков). Музичні напрямки, які сповідує «Оптимальний Варіант» — мейнстрім-рок, міська акустична балада, психоделічний рок, ритм-енд-блюз, фолк-рок, рок-н-рол.
З початку 2000-х років група «Оптимальний Варіант» — за образним визначенням Чілапа — «сповідує „урбаністичний фольк“: виконує і записує музику сучасного мегаполісу».
У серпні 1999 року Олег Чілап запропонував своїм друзям по групі створити продюсерську компанію «Реп'ях».
Сьогодні «Оптимальний Варіант» — «О!В» — одна з найстаріших і діючих груп російської рок-музики. Альбоми цього ансамблю — завжди енергійні, з винахідливою музикою і метафоричною поезією пісень — виходили і продовжують видаватися і в тому числі, в серії «Легенди російського року», — та за кордоном. Виступи групи незмінно викликають у слухачів підвищені теплі душевні вібрації і живий відгук. А придумані Олегом Чілапом музичні фестивалі, які щорічно організовує і проводить група «Оптимальний Варіант» і компанія «Реп'яхи», користуються заслуженою любов'ю публіки (стали знаменитими Фестиваль Літа, Любові та Музики «Вулиця Яблучних Років», Фест ленноновської музики й поезії «Старий Новий Джон» тощо). Лідер гурту та автор практично всіх її пісень, Олег Чілап разом з «Оптимальним Варіантом» двічі ставав лауреатом міжнародних рок-фестивалів (1988—1989 роки).
У червні 2013 року Олег Чілап здійснив свою мрію 25-річної давності — група «Оптимальний Варіант» виступила з грандіозним концертом «Зоряне небо над садами Діоніса» в московському Планетарії. Основу цієї концертної програми склали пісні Чілапа, написані ним за мотивами міфів і легенд Давньої Греції. Цей матеріал став основою «Грецького Альбому» групи «Оптимальний Варіант».
Також Чілап записав два сольні альбоми — «Лади» і «Камінь в черевику» (вийшли у 2006 та 2011 роках).

## Олег Чілап і «Бджола-Бенд»

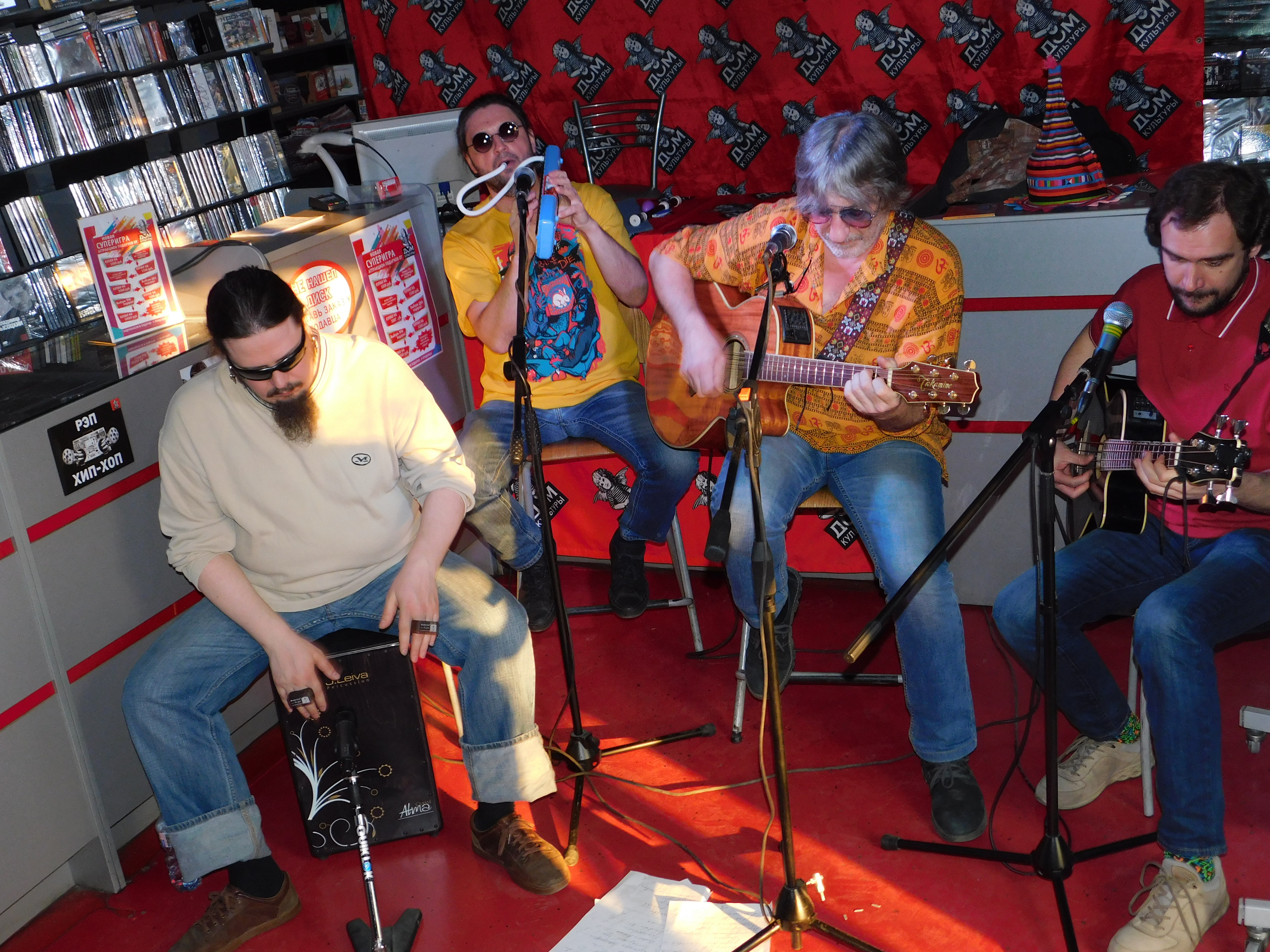
Виступ групи «Олег Чілап і Бджола-Бенд», 2019

Починаючи з 2009—2010 років творча активність Олега Чілапа змістилася у бік ще одного зібраного ним гурту — «Бджола-Бенд». Музичний напрям цього ансамблю: акустичний рок, фольк-рок, акварельна психоделіка з присмаком джазу — те, що Чілап іменує словосполученням Бджолиний рок (гітара, трьох-чотирьохголосся, флейти, мелодійон, казу, гармоніки, перкусія, бас, часом — скрипка та інші акустичні інструменти).
У різні роки з «Бджола-Бенд» виступали і записувалися в студії Олег Сакмара, Сергій Риженко, Юрій Крашевський, Олег Гримов, Андрій Шепелєв, Олег — «Лісовик» — Назаров, Дмитро Кірсанов, Костянтин Михайлюк та інші. Сьогодні до складу входять музиканти досвідчені, але більш молодої генерації, ніж сам лідер групи: Євген Згодов, Денис Кагорлицький, Володимир «Влад» Зайчиков і Денис Шильников. Репертуар «Бджола-Бенд» складають твори Олега Чілапа — Бджолині пісні.
За визначенням Чілапа, група «Бджола-Бенд» — це Акустичний Бродячий Цирк, де
| «Всі ці чорти, кумедні на вигляд Креслять закон тяжіння Любові, Дуркують всерйоз, і вгамуються... чи...» |

Спочатку в клубах і на різних фестивалях («Порожні Пагорби», «Поліфест» (в Абрау-Дюрсо), «Простофест», «Шокофест» та інші) група виступала, не маючи сталого складу — деколи він варіювався від дуету до квартету. Тим не менш, яскраві сценічні дійства музикантів вражали публіку: завжди проходили в посмішливо-роздумчивій, іронічній манері і викликали у глядачів захоплене вираження почуттів.
Так, після одного з концертів Олег Чілап і «Бджола-Бенд» у червні 2011 року були запрошені для виступу на прийомі в «Спасо-Хаусі» — московській резиденції посла США в Росії. По закінченні іскрометного подання американський посол висловив захоплення музикантами і сфотографувався з ними на пам'ять…
На початку 2014 року склад «Бджола-Бенд» стабілізувався, однак після березня 2014-го в «Спасо-Хаус» групу більше не запрошували.
Влітку 2015 року в студії «ГрАссМейстер» був записаний дебютний альбом «Бджола-Бенд» «Сезон Полювання» (виданий в листопаді 2015-го на лейблі «Союз Мьюзік»).
Група «Бджола-Бенд» неодноразово виступала «живцем» у прямому ефірі різних радіостанцій — російських і зарубіжних, — регулярно дає концерти і готує до запису пісні для нового альбому «Акустичний Бродячий Цирк».

## Радіо
У 1991 році з волі випадку Олег Чілап став радіоведучим і більше чверті століття виявляє себе ще і як Радіо-Персонаж. Його програми в авторському виконанні — літературно-музичні «Реп'ях» і «Вісім рук»; присвячена давньогрецької міфології «Верхи на віслюку»; «Чемодан — довлатовські читання», в якій він читав прозу російського письменника Сергія Довлатова; бітлівська «година» тощо — звучали в ефірі радіостанцій SNC, VOX, «РаКурс» (працював на посаді головного редактора), РОКС, «Говорить Москва», ОРР, «Радіо КП», «Вечірня Москва».
На деяких з цих станцій Чілап вів «гостьові» ефіри, в його програму приходили дати інтерв'ю багато відомі представники культури: Костянтин Нікольський, Сергій Безруков, Всеволод (Сєва) Новгородцев, Дмитро Цесельчук, Олександр Градський, Олексій Романов, Маргарита Пушкіна, Олексій Бєлов, Борис Гребенщиков, Дмитро Шагін, Артур Пилявін, Андрій Макаревич, Олег Мітяєв, Сергій Нікітін, Михайло Садовський, Олександр Мітта, Михайло Горєвой, Дмитро Пєвцов, Ольга Дроздова, Тетяна Аугшкап, Євдокія Германова, Сергій Векслер, Дарина Юрська, Олексій Шелигін і багато інших.
Крім того, протягом семи років Олег Чілап був випусковим редактором служби інформації радіостанції РОКС, «Говорить Москва» і ОРР), його новинні блоки завжди відрізнялися нестандартною і колоритною подачею. За численними свідченнями радіослухачів, вони цілеспрямовано чекали виходу в ефір новин від Чілапа".
Сім років — з липня 2009-го по липень 2016-го — кілька разів на тиждень виходили в ефір «Радіо» Комсомольская правда" («Радіо КП») програми Олега Чілапа: «Вечір важкого дня» (про музику і життєдіяльність легендарного англійського ансамблю «Бітлз»), «Москва музична», «Великі композитори», «Російські барди», «Історія пісні», культурологічна «Перевірено часом» — про не моментальне в музиці, поезії, науці і спорті. Відрізнялися досконалим знанням предмета, аналітикою та глибиною, програми Чилапа здобули йому популярність, любов і величезна повага радіослухачів як в самих різних містах і краях Росії, так і за її межами, і двічі номінувалися на національну премію «Радіоманія».

## Літературна діяльність
З середини-кінця 80-х років XX ст. вірші і проза Олега Чілапа неодноразово публікувалися в радянській, російській та зарубіжній періодиці — у журналах, газетах, збірниках, альманахах і антологіях: «Студентський меридіан», «Новий світ», «Урал», «Забріскі Rider», «Середзем'я», «МОВЛЯВ», «Словесність», «Острова», «Альтернатива», «Сонячне підпілля», «Вектор творчості» тощо.
У 1993 році Олег Чілап був прийнятий до спілки літераторів Росії, де згодом очолив секцію авторського року. Двічі (у 1999 і 2000 рр.) йому присуджувався Президентський грант з літератури. У 2005-му став державним стипендіатом по категорії «Видатні діячі культури і мистецтва».
У 1998 році був виданий перший збірник віршів і текстів пісень Чілапа «Репей'Йа». У 2006-му ця книга була удостоєна літературної премії «Словесність» Спілки літераторів Російської Федерації.
У 2006 році в московському видавництві «Терра» вийшла прозова книга О!Чілапа «Вісім Рук, Щоб Обійняти Тебе», що стала знаковою. За результатами продажів у московських книжкових магазинах книга відразу ж увійшла до списку бестселерів. У тому ж році в MP3-форматі була видана аудіо-версія книги «Вісім Рук, Щоб Обійняти Тебе» в авторському прочитанні Олега Чілапа (вид-во «Говорящая книга»).
У 2008 р. Олег Чілап був прийнятий до Спілки письменників Москви.
У 2009 році вийшов у світ ще один поетичний збірник Чілапа — «Бджола-Бджола».
Всі три книги Про! Чилапа в різні роки представляли Росію на Міжнародних книжкових ярмарках (Москва, Франкфурт-на-Майні, Будапешт).
З дитинства цікавлячись музикою «Бітлз», глибоко вивчаючи протягом усього життя їх творчість, і будучи безумовно-авторитетним фахівцем в області спадщини та історії цього ансамблю, Олег Чілап не без підстав вважає себе бітлознавцем — готує до видання книгу, присвячену творчій взаємодії учасників легендарної групи.
З початку 2010-х років став активно займатися перекладами англо-американської рок-поезії — класики жанру середини-кінця 60-х — початку-середини 70-х рр.. XX століття: «Creedence Clearwater Revival», «The Rolling Stones», «The Moody Blues», «Pink Floyd», «Led Zeppelin», Bob Dylan, «Steppenwolf», «The Doors» та інших. Готує до видання серію збірок поетичних перекладів текстів пісень цих та інших рок-гуртів і музикантів.

## Інша творча діяльність
У 2004 році, в рік 50-річного ювілею московської гімназії № 625, Олег Чілап написав пісню «Шість Два П'ять», яка відразу ж стала гімном його рідної школи. У запису, що проходила в студії «АкустикА», брав участь стихійно зібраний хор учнів старших класів гімназії. Композиція видана як сингл гурту «Оптимальний Варіант» (лейбл «Реп'ях»). З осені 2004 р. піснею «Шість Два П'ять» починаються і завершуються всі шкільні заходи гімназії. Учні спецкласів з поглибленим вивченням іноземних мов переклали текст пісні англійською мовою. Педагоги гімназії № 625 обіцяють, що у новоствореному шкільному музеї одну з експозицій планується присвятити Олегу Чілапу.
З осені 2005 року протягом одного сезону Чілап виконував роль у виставі «Шість п'єс» (реж. О. Лисак) на сцені знакових московських майданчиків: Театрального Центру імені Василя Мейєрхольда і Театру DOC.
У травні 2007 році Олег Чілап знявся в одній з головних ролей в курсовому фільмі режисера Катерини Єршової «Старша сестра» (ВДІК).
Олег Чілап — автор віршів ряду пісень групи «Браво», в тому числі спільно з лідером цього ансамблю Євгеном Хавтаном написав пісню «Стрижі», яка стала неофіційним гімном прославленої авіаційної групи вищого пілотажу Повітряно-космічних сил Росії «Стрижі».
Він також автор музики до дитячого спектаклю «Бджілка Майя» (2014 р.)
Олег Чілап засновник самого щасливого на планеті Земля роду людського виду — Дикорадов. За його власним твердженням, він сам — перший в світі Дикорад.

## Бджолина Мова
Ставши вантажником після інженерної роботи в КБ, Олег Чілап жартома, але всерйоз сформулював свою творчу задачу: вирости в Майстра, що створює власну, впізнану всіма мову. І він дійсно став автором темпераментних та філософських пісень, глибокої поезії і яскравою прози.
Згодом у своїй самоіронічної авторській манері він назвав це — Бджолиною мовою.
За ті десятиліття, що Олег вів таку активну діяльність — давав концерти, лекції, брав участь у дискусіях про російську мову, із завидною постійністю звучав з радіоефіру, — його Бджолина мова встигла захопити декілька континентів. Артисти, журналісти, архітектори, водопровідники, айтішники використовують його слівця і вирази, хоча часом і не підозрюють про це — настільки міцно вкорінені в підсвідомості його експресивні, оптимістичні Бджолині приповідки: «Сонця вам у вікна!», «Радості всім вголос!», «Пані та панове, товариші дорогі люди!», «Мені не сподобалося — відгукнулося…», «Літо схоже на Любов», «Стрімко!», «Наскрізь!» і інші, інші, інші…
```
 — Як справи?
 — Стрімко!
 — Як настрій?
 — Наскрізь!
```

І, звичайно, знаменитий вигук «Процвітайте!», яким закінчується кожен радіоефір і кожен концерт Олега Чілапа, і який слідом за ним, прагнучи бути на рівні чілаповського шарму, підхопили вже багато різних людей.

## Родина
За власними словами Олега Чілапа, родовід по його батьківській і материнській лініях має значні і достойні родинні корені. В автобіографії Чілап зазначає, що він «щасливо одружений, але не дорослий батько дорослої доньки і пружинистий дід чарівного онука».
Дружина — Лара Садовська, письменниця, сценаристка, журналістка, учасниця численних телепроєктів, людина-навігатор. З Олегом Чілапом навчалася в одній школі — на клас молодше. Знайомство відбулося в їх 14-15-річному віці, коли дев'ятикласником Олег нестримно в неї закохався. Через вісім років утворилася їх родина.
Донька — Вікторія Садовська-Чілап, актриса театру і кіно, натхненна фантазерка.
Онук — небесний хлопчик Буба, дельфінятко.
Брат — Валерій Чілап, «фізик-фанатик, що рятує людство».
Тесть — Михайло Садовський, відомий радянський російський письменник, поет і драматург.
своячка — Юлія Садовська, солістка Ансамблю народного танцю імені В. Моїсеєва, режисер-хореограф, педагог.
Свояк (чоловік сестри дружини) — Сергій Векслер, актор театру і кіно, режисер.
- 1988 — Мито Видано: MW — 1988 р. (Московська Рок-лабораторія); МР3 — 2006 р. Колекція «Оптимальний Варіант» («Moroz Records»).
- 1989 — Ей. Мельник! Видано: LP — 1991 р. («Мелодія»); CD — 1994 р. («Apex»).
- 1991 — Жінка з тарганами Видано: CD — 2002 р. («Solyd Records»);МР3 — 2006 р. «Незалежна рок-компеляция, диск 3» («Solyd Records»).
- 1992 — Здрастуйте, пані Бджола Видано: CD — 1995 р. («Solyd Records»).
- 1996 — Шверинка Видано: CD, MW — 1996 р. («Моноліт»).
- 1998 — Рудий Альбом Видано: CD — 1999 р. («Реп'ях»).
- 2002 — Имэйлы Видано: CD — 2009 р. («Экстрафон»).
- 2006 — Гринвіч Видано: CD — 2006 р. («Реп'ях»).
- 2017 — Пісні з садів Діоніса («Грецький Альбом») (подвійний)

## Сингли
«Шість Два П'ять» (гімн Московської школи № 625) — 2004 р. («Реп'ях»).

## CD, MP3 і DVD-збірки
- 1988 — «De Lenine a Lennon» («Від Леніна до Леннона») (LP CD — збірник радянського року) («New Rose Records», Франція).
- 2001 — «Легенди російського року» — «Оптимальний Варіант» (CD-збірник) («Moroz Records»).
- 2001 — «Легенди російського року» (МР3-збірник, випуск 6) («Moroz Records»).
- 2002 — «Легенди російського року» — «Оптимальний Варіант» (CD-збірник «Золота колекція») («Moroz Records»).
- 2005 — «Старі легенди» (CD-збірник) («Автозвук» і «Аудіо-Відео»).
- 2005 — «Легенди російського року» (CD-колекція, випуск № 5) («Moroz Records»).
- 2005 — «Живий Маяковський» (CD-збірник) («АнТроп»).
- 2006 — «Оптимальний варіант» (МР3-колекція) («Moroz Records»).
- 2006 — «Незалежна рок-компіляція. Диск 3» (МР3-колекція) («Solyd Records»).
- 2007 — «30 тисяч льє на повітряній кулі» (DVD-збірник) («Реп'ях»).
- 2009 — «199!» (CD-збірник) («Реп'ях»).
- 2010 — «Рок і лірика» (CD-збірник) («Союз»).

## Архів
«Старі Гріхи — I: XX століття» (записи 1980-81 рр.), «Діпрозв'язок» (записи концертів в московському НДІ «Діпрозв'язок» у 1983-84 рр..), Видано: МР3 — 2006 р. («Оптимальний Варіант»-колекція) («Moroz Records»).

## Інші видання
«ПЕЙНТБОЛ. Інтерактивна енциклопедія» — 2008 р.
(РС DVD-ROM) («Бука Софт»).

## Сольні альбоми(Проекти) Олега Чілапа
- 2002 — «Лади» Видано: CD — 2006 р. («Solyd Records»).
- 2006 — «Вісім Рук, Щоб Обійняти Тебе» Видано: 2006 р. — МР3 (подвійний) («Говорящая книга»).
- 2011 — «Камінь в черевику» Видано: CD — 2011 («Союз Мьюзік»).

УЧАСТЬ В CD і MP3-ЗБІРНИКАХ: «Сонячне підпілля» — 2001 р.
(CD-антологія літературної рок-кабаре Олексія Дидурова).
«Сліди обіймів» — 2004 р.
(CD-збірник, Літературне рок-кабаре Олексія Дидурова).
«Від гвинта» — 2004 р. (CD-збірник кращих вітчизняних пісень про авіацію, пісня «Стрижі», О!Чілап-Е. Хавтан) («Кондор-М»).
«25 років літературної рок-кабаре Олексія Дідурова. Вибране» — 2004 р.
(МР3-збірник).

## Олег Чілап і БДЖОЛА-БЕНД
- 2015 — «Сезон Полювання» CD («Союз Мьюзік»).
- 2016 — «Наше Радіо.2» CD-збірник, («Союз Мьюзік»).
- 2017 — «Акустичний Бродячий Цирк» LP і CD.

## Інші проєкти
Співпраця з групою Браво (авторство віршів ряду пісень) — альбом «Євгеніка» — 2001 р., CD («Moroz Records»).
«Стрижі» — 2004 р., CD-сингл («Кондор-М»).
альбом «Мода» — 2011 р., CD («Союз Мьюзік»).
Театральна постановка «Бджілка Майя» — 2014 р., музика до вистави.